# Drakula (film 1992)
Drakula (ang.  Bram Stoker’s Dracula) – amerykański horror z 1992 roku, w reżyserii Francisa Forda Coppoli na podstawie powieści Brama Stokera o tym samym tytule.

## Fabuła
Akcja rozpoczyna się w 1462 roku. Książę wołoski Vlad III pokonuje armię turecką, która najechała jego kraj. W tym czasie jego ukochana Elizabeta otrzymuje fałszywą wiadomość, że książę poległ w walce z wrogiem i w rozpaczy odbiera sobie życie. Po powrocie Vlad dowiaduje się, że cerkiew nie zgadza się na kościelny pogrzeb księżniczki samobójczyni. Wpada we wściekłość i wyrzeka się Boga.
Akcja przenosi się do Londynu 1897 roku. Młody prawnik, Jonathan Harker udaje się do Rumunii, gdzie ma zastąpić kolegę, który po powrocie stamtąd popadł w obłęd. W imieniu firmy, ma podjąć współpracę z ekscentrycznym i bogatym hrabią Drakulą.
Jonathan nie podejrzewa, że ekscentryczny arystokrata jest w rzeczywistości księciem Vladem, który żyje na ziemi jako wampir. Podczas rozmowy, hrabia Drakula dostrzega zdjęcie Miny, narzeczonej Jonathana, która jest bardzo podobna do Elizabety. Drakula postanawia ją zdobyć.  Więzi młodego prawnika na swoim zamku, pod strażą trzech krwiożerczych wampirzyc. Sam udaje się statkiem do Anglii, po drodze mordując całą załogę. Na miejscu przybiera ciało młodego i przystojnego mężczyzny. W Londynie spotyka na ulicy Minę.

## Obsada
- Gary Oldman – hrabia Drakula / Vlad III
- Winona Ryder – Mina Harker / Elisabeta
- Anthony Hopkins – profesor Abraham Van Helsing / ksiądz
- Keanu Reeves – Jonathan Harker
- Richard E. Grant – dr Jack Seward
- Cary Elwes – sir Arthur Holmwood
- Billy Campbell – Quincey Morris
- Sadie Frost – Lucy Westenra
- Tom Waits – R. M. Renfield
- Monica Bellucci – wampirzyca
- Michaela Bercu – wampirzyca
- Florina Kendrick – wampirzyca
- Jay Robinson – pan Hawkins

## Nagrody
W 1993 podczas 65. ceremonii wręczenia Oscarów film zdobył trzy nagrody:
1. Eiko Ishioka, najlepsze kostiumy
2. Greg Cannom, Michele Burke, Matthew W. Mungle, charakteryzacja
3. Tom C. McCarthy, David E. Stone, efekty dźwiękowe

w tym samym roku pięć Saturnów przyznawanych przez Academy of Science Fiction, Fantasy and Horror Films:
1. Gary Oldman, najlepszy aktor
2. Francis Ford Coppola, najlepszy reżyser
3. James V. Hart, najlepszy scenariusz
4. Eiko Ishioka, najlepsze kostiumy
5. najlepszy horror

### Nominacje
- BAFTA 1994
  - najlepsze efekty specjalne
  - 1994 – Thomas E. Sanders, najlepsza scenografia
  - 1994 – Eiko Ishioka, najlepsze kostiumy

- 1993 – Garrett Lewis, Thomas E. Sanders Oscar najlepsza scenografia

- Saturn 1993
  - Winona Ryder, najlepsza aktorka
  - Wojciech Kilar, najlepsza muzyka
  - najlepsze efekty specjalne
  - Anthony Hopkins, najlepszy aktor drugoplanowy